# Fountain Valley (Kalifornia)
Fountain Valley – miasto w Stanach Zjednoczonych, w stanie Kalifornia, w hrabstwie Orange. Według spisu ludności przeprowadzonego przez United States Census Bureau, w roku 2010 miasto Fountain Valley miało 55 313 mieszkańców.
Z Fountain Valley pochodzi Keri Russell, amerykańska aktorka i tancerka.